# Wiktor Gasenko
Wiktor Gasenko – polski kierowca wyścigowy ukraińskiego pochodzenia.

## Biografia
Pochodzi z Kijowa. W 1980 roku zajął 20. miejsce w wyścigu o mistrzostwo Rosji, ścigając się Talleptem-Estonią. W 1981 roku był czternasty w mistrzostwach Rosji, zajął ponadto drugie miejsce w zawodach na torze Czajka. W tym samym roku zadebiutował w mistrzostwach ZSRR Formuły Easter, zajmując w klasyfikacji końcowej 23. miejsce. W 1982 roku zadebiutował w Pucharze Pokoju i Przyjaźni. W 1983 roku zmienił samochód na Estonię 20 i zajął piąte miejsce w klasyfikacji końcowej mistrzostw ZSRR. W 1985 roku został mistrzem Ukraińskiej Formuły 3. W 1989 roku rozpoczął starty w Formule Mondial, zajmując wówczas piąte miejsce.
W 1990 roku zadebiutował w WSMP w Formule Mondial. W 1991 roku zamieszkał wraz z rodziną w Polsce na stałe. W sezonie 1993 zajął szóste miejsce w klasyfikacji Pucharu Cinquecento. W sezonie 1994 powrócił do startów w Formule Mondial, zdobywając Estonią 25 wicemistrzostwo Polski. W roku 1996 był szósty w Formule 3.
Ma syna Andrzeja, który również był kierowcą wyścigowym (m.in. starty w Pucharze Europy Północnej Formuły Renault 2000).

## Wyniki
| Legenda oznaczeń w tabelach wyników Wyświetl szablon na nowej stronie | Legenda oznaczeń w tabelach wyników Wyświetl szablon na nowej stronie                                                                     |
| Oznaczenie                                                            | Wyjaśnienie |
| --------------------------------------------------------------------- | --- |
| Złoty                                                                 | Zwycięzca lub mistrzostwo |
| Srebrny                                                               | 2. miejsce lub wicemistrzostwo |
| Brązowy                                                               | 3. miejsce lub II wicemistrzostwo |
| Zielony                                                               | Ukończył, punktował (w klasyfikacji generalnej, gdy zdobył co najmniej jeden punkt na przestrzeni sezonu, poza trzema powyższymi opcjami) |
| Niebieski                                                             | Ukończył, nie punktował (w klasyfikacji generalnej, gdy nie zdobył co najmniej jednego punktu na przestrzeni sezonu)                      |
| Czerwony                                                              | Nie zakwalifikował się (NZ) |
| Czerwony                                                              | Nie prekwalifikował się (NPK) |
| Różowy                                                                | Nie ukończył (NU) |
| Różowy                                                                | Niesklasyfikowany (NS) (w klasyfikacji generalnej, gdy nie został sklasyfikowany w żadnym wyścigu sezonu)                                 |
| Czarny                                                                | Zdyskwalifikowany (DK) |
| Czarny                                                                | Wykluczony (WYK/EX) |
| Biały                                                                 | Nie wystartował (NW) |
| Biały                                                                 | Kontuzjowany (K/INJ) |
| Biały                                                                 | Wyścig odwołany (OD/C) |
| Bez koloru                                                            | Został wycofany (WYC/WD) |
| Bez koloru                                                            | Nie przybył (NP/DNA) |
| Bez koloru                                                            | Nie brał udziału w treningach (NT/DNP) |
| Bez koloru                                                            | Nie został zgłoszony (–) |
| Pogrubienie                                                           | Start z pole position |
| Kursywa                                                               | Najszybsze okrążenie wyścigu |
| †                                                                     | Nie ukończył, ale jego rezultat został zaliczony ze względu na przejechanie więcej niż 90% dystansu wyścigu.                              |
| *                                                                     | Sezon w trakcie |
| 1/2/3                                                                 | Punktowana pozycja w sprincie kwalifikacyjnym                                                                                             |
| Lista systemów punktacji Formuły 1                                    | |

### Puchar Pokoju i Przyjaźni
| Rok  | Samochód   | Silnik | Wyniki w poszczególnych eliminacjach | Wyniki w poszczególnych eliminacjach | Wyniki w poszczególnych eliminacjach | Wyniki w poszczególnych eliminacjach | Wyniki w poszczególnych eliminacjach | Pkt. | Msc. |
| ---- | ---------- | ------ | ------------------------------------ | ------------------------------------ | ------------------------------------ | ------------------------------------ | ------------------------------------ | ---- | ---- |
| 1982 |            |        | Polska                               |                                      |                                      | Czechosłowacja                       |                                      | 30   | 36   |
| 1982 | Estonia 20 | Łada   | -                                    | 15                                   | -                                    | -                                    | -                                    | 30   | 36   |
| 1983 |            |        | Polska                               |                                      |                                      | Czechosłowacja                       |                                      | 36   | 25   |
| 1983 | Estonia 20 | Łada   | 9                                    | -                                    | -                                    | -                                    | -                                    | 36   | 25   |

### Sowiecka Formuła Easter
| Rok  | Zespół                 | Samochód        | Silnik | Wyniki w poszczególnych eliminacjach | Wyniki w poszczególnych eliminacjach | Wyniki w poszczególnych eliminacjach | Wyniki w poszczególnych eliminacjach | Pkt. | Msc. |
| ---- | ---------------------- | --------------- | ------ | ------------------------------------ | ------------------------------------ | ------------------------------------ | ------------------------------------ | ---- | ---- |
| 1981 |                        |                 |        |                                      |                                      |                                      |                                      | 59   | 23   |
| 1981 | DOSAAF Kijów           | Tallept-Estonia | Łada   | -                                    | 9                                    | -                                    |                                      | 59   | 23   |
| 1982 |                        |                 |        |                                      |                                      |                                      |                                      | 53   | 22   |
| 1982 | DOSAAF Kijów           | Estonia 20      | Łada   | NU                                   | 12                                   | -                                    |                                      | 53   | 22   |
| 1983 |                        |                 |        |                                      |                                      |                                      |                                      | 116  | 5    |
| 1983 | DOSAAF Kijów           | Estonia 20      | Łada   | 11                                   | 5                                    |                                      |                                      | 116  | 5    |
| 1984 |                        |                 |        |                                      |                                      |                                      |                                      | ?    | 8    |
| 1984 | Sowieckaja Armia Kijów | Estonia 20      | Łada   | 6                                    | 7                                    | 7                                    |                                      | ?    | 8    |
| 1985 |                        |                 |        |                                      |                                      |                                      |                                      | 78   | 14   |
| 1985 | Sowieckaja Armia Kijów | Estonia 20      | Łada   | 9                                    | NU                                   | 9                                    |                                      | 78   | 14   |
| 1986 |                        |                 |        |                                      |                                      |                                      |                                      | 21   | 19   |
| 1986 | Sowieckaja Armia Kijów | Estonia 21M     | Łada   | NU                                   | NU                                   |                                      |                                      | 21   | 19   |
| 1987 |                        |                 |        |                                      |                                      |                                      |                                      | 188  | 9    |
| 1987 | DOSAAF Kijów           | Estonia 21M     | Łada   | NU                                   | 9                                    | 26                                   | 5                                    | 188  | 9    |
| 1988 |                        |                 |        |                                      |                                      |                                      |                                      | 69   | 13   |
| 1988 | DOSAAF Kijów           | Estonia 21M     | Łada   | 16                                   | 5                                    | NU                                   |                                      | 69   | 13   |

### Polska Formuła 3
| Rok  | Zespół        | Samochód   | Silnik | Wyniki w poszczególnych eliminacjach | Wyniki w poszczególnych eliminacjach | Wyniki w poszczególnych eliminacjach | Wyniki w poszczególnych eliminacjach | Wyniki w poszczególnych eliminacjach | Wyniki w poszczególnych eliminacjach | Pkt. | Msc. |
| ---- | ------------- | ---------- | ------ | ------------------------------------ | ------------------------------------ | ------------------------------------ | ------------------------------------ | ------------------------------------ | ------------------------------------ | ---- | ---- |
| 1996 |               |            |        | Polska                               | Polska                               | Polska                               | Polska                               | Polska                               | Polska                               | 25   | 6    |
| 1996 | PPH Kaczmarek | Estonia 25 | Łada   | 5                                    | -                                    | -                                    | -                                    | 2                                    | -                                    | 25   | 6    |